# Sea Cat (ЗРК)
Сий Кет (на английски: Sea Cat – Морска котка) е британски зенитно-ракетен комплекс с малка далечина на действие. Разработен е от английската компания Shorts Brothers (сега влизаща в състава на Thales Air Defence Ltd), Белфаст, Северна Ирландия.
Състои на въоръжение във ВМС на Великобритания, Австралия, Германия, Швеция, Бразилия, Чили, Нигерия, Индонезия и други страни. В британския флот се заменя с комплекса Sea Wolf. Експортираните комплекси също се заменят на по-съвременни.

## История на разработването
Комплексът Seacat се разработва от разположената в Белфаст, Северна Ирландия фирма Short Brothers & Harland Ltd (по-късно тя е препродадена, сменя названието си и корпоративната форма на собственост и става Short Brothers plc и днес влиза в състава на Thales Air Defence Ltd, за по-кратко се нарича просто Short’s). Работите, започнати от Short’s, са в рамките на проекта Green Light. Проектът има своето начало през 1952 г. Компанията към това време вече има определен опит от участието си в програмата на британските ракетни въоръжения, в проекта за многоцелеви ракети клас „земя-въздух“ под названието GPV, водещ се по поръчка на Министерството на снабдяването. Дадените опитни образци на ракетите, снабдени със самонасочваща се глава Caravan, преминават стрелбови изпитания на Аберпортския ракетен полигон в Аберпорт, окръг Керъдигиън, Уелс. В качеството на наземен цифров изчислителен комплекс са използвани универсалните аналогови изчислителни машини G-PAC (General-Purpose Analogue Computer) на компанията Elliott Brothers Ltd. При разработката също се използват работи по британо-австралийската противотанкова управляема ракета Malkara. Получаването от компанията Short’s на договора за разработка е обявено през април 1958 г. През февруари 1959 г. ракетният комплекс получава своето съвременно име „Сий кет“, присвоено му от Адмиралтейството и Министерството на снабдяването. Държавните изпитания продължават пет години и са завършени през август 1962 г.
Ракетният комплекс се разработва за замяна на корабите на 40-мм зенитни оръдия „Бофорс“. Първият комплекс получава обозначението GWS-20 и неговите изпитания започват през 1961 г. на борда на фрегатата Decoy. Счита се за първия в света серийно произвеждан корабен зенитен комплекс за близка зона на отбрана. В процеса на експлоатация комплексът преминава няколко модернизации, чрез създаването на комплексите GWS-21, GWS-22 и GWS-24. В британския флот се използва на кораби от различни класове. Последните модификации на комплекса имат малки маса и габарити, позволяващи да се поставят на неголеми патрулни кораби и съдове на въздушна възглавница. Комплексът широко се експортира. Разработва се и вертолетен вариант на комплекса, с обозначението Hellcat. Сухопътният вариант на комплекса получава обозначението Tigercat. Сухопътният комплекс също се експортира и състои на въоръжение в Бразилия, Иран, Нигерия. Комплексите, доставени на ЮАР, получават обозначението Hilda.
Понастоящем комплексът практически е свален от въоръжение. На британските кораби в средата на 1980-те е заменен с комплекса Sea Wolf. Експортираните комплекси също или са свалени от въоръжение, или се провеждат програми по тяхната замяна. Така например на индонезийските фрегати Ahmad Yani той ще бъде заменен със ЗРК Mistral, а на бразилските фрегати Niteroi от ЗРК Albatros-Aspide.

## Задействани структури
В разработката и производството на комплекса и неговите модификации, ракети и съпътстващото оборудване към тях са задействани следните структури:
| Seacat (корабен вариант) - Ракета, система за насочване на ракетите, система за управление на ракетното въоръжение, тренажор на оператора – Short Brothers & Harland Ltd, Precision Engineering Division, Каслри, графство Даун, Северна Ирландия; - Куинсайлъндски завод, Куинс Айлънд, Белфаст; - Касълрийски завод, Каслри; - Нютаунардски завод, Нютаунардс; - Ракетна пускова установка – Rose Brothers Ltd, Гейнсборо, Линкълншър; - Твърдогоривен ракетен двигател – Imperial Chemical Industries Ltd, Imperial Metal Industries Division; - Система за управление на бордовото ракетно въоръжение M4 (за ВМС на Швеция) – Hollandse Signaalapparatenfabriek B.V., Хенгело, Нидерландия; - Цифров изчислителен комплекс (на етап изпитания) – Elliott Brothers Ltd; | - Предохранително-изпълнителен механизъм – Electric & Musical Industries, Ltd, Хайес, Мидълсекс, Голям Лондон; - Пиропатрон в опашната част на ракетата – Wallop Industries Ltd, Мидъл Уолоп, Стокбридж, Хампшър; Seacat ARM (противорадиолокационен корабен вариант) - Система за самонасочване – British Aerospace Dynamics Ltd, Bracknell Division, Бракнъл, Бъркшър; Tigercat (сухопутен мобилен вариант) - Средства за осигуряване на подвижността (среден колесен многоцелеви влекач/машина за управление/подвижна електростанция) Land Rover – Rover Company Ltd. |

## Конструкция

### Ракета
Ракетата е едностепенна, изпълнена по схема с въртящо се крило. Корпусът на ракетата е разбит на отсеци: обтекател с инфрачервен неконтактен взривател, бойна част, електронна апаратура на средствата за насочване, механизми на подвижните крила, РДТГ на маршевия и стартовия режим с блок сопла, разработен и произвеждан от фирмата Imperial Metal Industries Ltd. Креплението на отсеците помежду им се осъществява с помощта на пружинни ключалки, а електрическото съединение се осигурява чрез пружинни контакти, които при сглобяването се допират в съответните контакти на печатната платка.
Подвижното крило има ъгъл на стреловидност 60° и се състои от четири конзоли, разположени по Х-образна схема. Конзолите се правят от твърд пенопласт, покрит със стъклопласт. На предните и външните части на крилата се намират чувствителните елементи на ударното устройство. На две от конзолите също се намират антените на приемника на радиокомандното насочване. Задвижването на рулевите машинки на въртящото крило се осъществява от хидравлика, привеждана в действие с помощта на барутните газове, постъпващи от маршевия РДТГ чрез хидравличен акумулатор на налягане.
Четири стабилизатора са разположени кръстообразно и по конструкция са аналогични на конзолите на крилата. На всички стабилизатори са разположени гнезда за трейсъри, но обикновено се използват само два. Изгарянето на горивото в стартовия и маршевия РДТГ става последователно.
Ракетата се прави в две модификации:
- Mod.0 носеща прътна бойна част с маса 15,5 кг с 2,5 кг взривно вещество;
- Mod.1 носи осколочно-фугасна бойна част с маса 27,5 кг с 19 кг взривно вещество.[2][6] За разлика в габаритите или масата на ракетите няма данни.

Скоростта на ракетата е дозвукова. Максималната скорост на ракетата е 0,95 Мах. След края на работата на стартовия РДТГ скоростта ракетата е 0,6 Мах. Досегаемост по далечина: 6,5 км, по височина – 1 км. Съобщава се за поставянето от 1977 г. на последните варианти на ракетата на високомер, даващ възможност за стрелба по нисколетящи ПКР. Всичко са произведени 5724 ракети, стойността на една по цени от 1989 г. е 134 000 щатски долара.
Разработва се и свръхзвукова ЗУР Seacat-2, но данни за приемането ѝ на въоръжение няма.

### Комплекс
В състава на комплекса GWS-20 влизат пускова установка и пост за съпровождение. На подвижната пускова установка освен направляващите с ракети се разполага и станцията за предаване на радиокомандите към ЗУР. Постът за управление, способен да се върти по хоризонталната плоскост, включва пост за съпровождение на целите и ракетите, изчислителен прибор и пулт за управление на пусковата установка.
Целеуказанието се осъществява от общокорабните средства за откриване и съпровождение на въздушни цели. Към оператора на управлението на стрелбата, намиращ се в главния пункт за управление на огъня на кораба, от РЛС за откриване постъпват данните за въздушната обстановка. Операторът провежда избор на цел и дистанционно завърта към нея пусковата установка и поста за съпровождане.
Операторът на поста за съпровождане с помощта на широкоъгълен бинокулярен прицел (визьор) провежда захвата и съпровождането на целта и трейсъра на ЗУР. Оста на прицела се върти от оператора по хоризонтала и вертикала с помощта на две ръкохватки. На едната от ръкохватките за управление на визьора е поставен също джойстика за управление на ракетата. При завъртане на оста на прицела става синхронно завъртане на пусковата установка и направляващите на ракетите. На по-късните варианти на комплекса постът за съпровождане се комплектува с телевизионно устройство с променливо фокусно разстояние Marconi Elliot Avionics тип 323, което осигурява автоматичното съпровождане на трейсъра на ЗУР.
Пусковата установка, като правило, има четири направляващи. Въртенето на установката и направляващите се осъществява с помощта на електрохидравлични механизми. Зареждането на пусковата установка е ръчно, след привеждането на направляващите във вертикално положение. Времето за зареждане на комплекса по различни данни е от 40 секунди до 3 минути. На големите кораби подаването на ракетите става от погребите с помощта на лебедка. Част от ракетите може да се съхранява на палубата в стъклопластни контейнери. За защита на ракетите, разположени на пусковите направляващи, от морската вода и неблагоприятни атмосферни условия може да се използва херметична еластична пластмасова обвивка, свалянето на която може да става автоматично в процеса на старта на ракетата.
Теглото на четириракетната пускова установка в бойно положение е 4,7 тона. За поставяне на патрулни катери и съдове на въздушна възглавница е разработена олекотена пускова установка с маса 1270 кг за три ракети.

### Модификации

#### GWS-20
Базова модификация на комплекса с ръчно управление на ракетата и съпровождане на целта ръчно с помощта на визьор.

#### GWS-21
Модификация с използването на съпровождане на целта с помощта на радара Type 262, управляващ стрелбата на 40-мм Бофорси.

#### GWS-22
Модификация, постъпила на въоръжение през 1972 г. Управлението на ракетата се осъществява с помощта на средства за телевизионно наблюдение, а автоматичното съпровождение на целта се осъществява с помощта на радар Type 904.

## Експлоатация
| Експлоатация на ЗРК „Сий кет“ от флотовете в света по състояние към 14 март 1974 г. | Експлоатация на ЗРК „Сий кет“ от флотовете в света по състояние към 14 март 1974 г. | Експлоатация на ЗРК „Сий кет“ от флотовете в света по състояние към 14 март 1974 г. | Експлоатация на ЗРК „Сий кет“ от флотовете в света по състояние към 14 март 1974 г. | Експлоатация на ЗРК „Сий кет“ от флотовете в света по състояние към 14 март 1974 г. | Експлоатация на ЗРК „Сий кет“ от флотовете в света по състояние към 14 март 1974 г. |
| ВМС                                                                                 | Тип на корабите                                                                     | Брой кораби                                                                         | Брой ПУ                                                                             | ЗУР на 1ПУ                                                                          |                                                                                     |
| ----------------------------------------------------------------------------------- | ----------------------------------------------------------------------------------- | ----------------------------------------------------------------------------------- | ----------------------------------------------------------------------------------- | ----------------------------------------------------------------------------------- | ----------------------------------------------------------------------------------- |
| Австралия: Кралски ВМС на Австралия                                                 | ескортен разрушител от типа „Ривър“                                                 | 6                                                                                   | 1                                                                                   | 4                                                                                   |                                                                                     |
| Аржентина: ВМС на Аржентина                                                         | лек крайцер от типа „Бруклин“                                                       | 1                                                                                   | 2                                                                                   | 4                                                                                   |                                                                                     |
| Бразилия: ВМС на Бразилия                                                           | фрегатите тип „Нитерой“                                                             | 6                                                                                   | 2                                                                                   | 3                                                                                   |                                                                                     |
| Бразилия: ВМС на Бразилия                                                           | разрушител тип „Марсилио Диаш“                                                      | 1                                                                                   | 1                                                                                   | 4                                                                                   |                                                                                     |
| Великобритания: Кралски флот на Великобритания                                      | самолетоносачът „HMS Ark Royal (R09)“(„Арк Роял“)                                   | 1                                                                                   | 4                                                                                   | 4                                                                                   |                                                                                     |
| Великобритания: Кралски флот на Великобритания                                      | самолетоносачът „Хермес“                                                            | 1                                                                                   | 2                                                                                   | 4                                                                                   |                                                                                     |
| Великобритания: Кралски флот на Великобритания                                      | универсални десантни кораби                                                         | 2                                                                                   | 4                                                                                   | 4                                                                                   |                                                                                     |
| Великобритания: Кралски флот на Великобритания                                      | разрушителите тип „Каунти“                                                          | 8                                                                                   | 2                                                                                   | 4                                                                                   |                                                                                     |
| Великобритания: Кралски флот на Великобритания                                      | леки крайцери тип „Тайгър“                                                          | 2                                                                                   | 2                                                                                   | 4                                                                                   |                                                                                     |
| Великобритания: Кралски флот на Великобритания                                      | разрушителите тип „Си Ей“                                                           | 4                                                                                   | 1                                                                                   | 4                                                                                   |                                                                                     |
| Великобритания: Кралски флот на Великобритания                                      | фрегатите тип „Амазон“                                                              | 8                                                                                   | 1                                                                                   | 4                                                                                   |                                                                                     |
| Великобритания: Кралски флот на Великобритания                                      | фрегатите тип „Леандър“                                                             | 26                                                                                  | 1 – 2                                                                               | 4                                                                                   |                                                                                     |
| Великобритания: Кралски флот на Великобритания                                      | фрегатите тип „Ротсей“                                                              | 9                                                                                   | 1                                                                                   | 4                                                                                   |                                                                                     |
| Великобритания: Кралски флот на Великобритания                                      | фрегатите тип „Трайбъл“                                                             | н/д                                                                                 | 2                                                                                   | 4                                                                                   |                                                                                     |
| Великобритания: Кралски флот на Великобритания                                      | фрегатите тип „Солсбъри“                                                            | 2                                                                                   | 1                                                                                   | 4                                                                                   |                                                                                     |
| Венецуела: ВМС на Венецуела                                                         | разрушител от типа „Арагуа“                                                         | 1                                                                                   | 2                                                                                   | 4                                                                                   |                                                                                     |
| Индия: ВМС на Индия                                                                 | фрегатите тип „Леандър“                                                             | 6                                                                                   | 2                                                                                   | 4                                                                                   |                                                                                     |
| Иран: ВМС на Иран                                                                   | разрушител от типа „Батъл“                                                          | 1                                                                                   | 1                                                                                   | 4                                                                                   |                                                                                     |
| Иран: ВМС на Иран                                                                   | фрегатите тип „Саам“                                                                | 4                                                                                   | 1                                                                                   | 4                                                                                   |                                                                                     |
| Либия: ВМС на Либия                                                                 | фрегатата от типа „Уоспър“ Mk 7                                                     | 1                                                                                   | 2                                                                                   | 3                                                                                   |                                                                                     |
| Малайзия: Малайзия                                                                  | фрегатите тип „Яроу“                                                                | 1                                                                                   | 1                                                                                   | 4                                                                                   |                                                                                     |
| Нидерландия: Кралски ВМС на Нидерландия                                             | фрегатите тип „Ван Спейк“                                                           | 6                                                                                   | 2                                                                                   | 4                                                                                   |                                                                                     |
| Нова Зеландия: Кралски ВМС на Нова Зеландия                                         | фрегатите тип „Леандър“                                                             | 2                                                                                   | 1                                                                                   | 4                                                                                   |                                                                                     |
| Нова Зеландия: Кралски ВМС на Нова Зеландия                                         | фрегатите тип „Ротсей“                                                              | 2                                                                                   | 1                                                                                   | 4                                                                                   |                                                                                     |
| Тайланд: ВМС на Тайланд                                                             | фрегата тип „Яроу“                                                                  | 1                                                                                   | 1                                                                                   | 4                                                                                   |                                                                                     |
| Чили: ВМС на Чили                                                                   | разрушителите тип „Алмиранте“                                                       | 2                                                                                   | 1                                                                                   | 4                                                                                   |                                                                                     |
| Чили: ВМС на Чили                                                                   | фрегатите тип „Леандър“                                                             | 2                                                                                   | 1                                                                                   | 4                                                                                   |                                                                                     |
| Швеция: ВМС на Швеция                                                               | разрушителите тип „Естергьотланд“                                                   | 4                                                                                   | 1                                                                                   | 4                                                                                   |                                                                                     |

### Seacat
Великобритания
- фрегати тип „Леандър“
- фрегати тип „Трайбъл“
- фрегати тип Type 12 „Уитби“
- фрегати тип Type 21

Австралия
- фрегати тип „Ривър“

Аржентина
- крайцерът „Генерал Белграно“

Бразилия
- 1 разрушител от типа Somner
- 6 фрегати тип Niteroi

Нидерландия
- 6 фрегати тип Leander

Индия
- 4 фрегати тип Leander

Индонезия
- фрегати тип Ahmad Yani

Иран
- 1 разрушител от типа Battle
- 4 фрегати от типа SAAM

Нова Зеландия
- 2 фрегати тип „Леандър“
- 2 фрегати тип „Ротсей“

Чили
- 1 разрушител от типа Type 42
- фрегати тип Leander британска постройка

Нигерия
- корвети тип Vosper Mk9

Либия
Малайзия
Пакистан
Швеция
Тайланд
Венецуела
- разрушители тип „Нуева Еспарта“

ФРГ

### Tigercat
- Великобритания[15]
- Аржентина[15]
- Индия[15]
- Иран[15]
- Катар[15]
- ЮАР (вместо Йордания)[15]
- Замбия[15]